# Système de culture

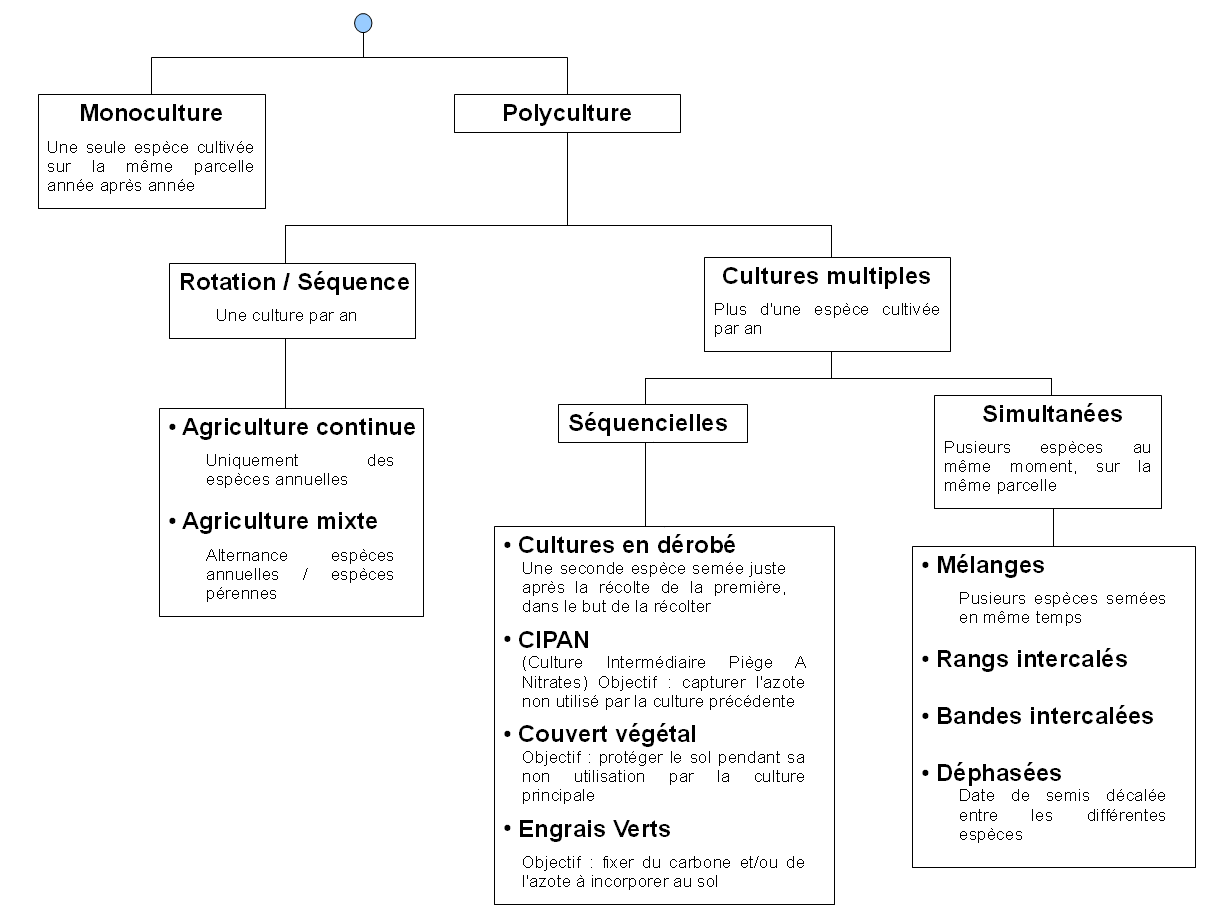
Classification des principaux groupes de système de culture : monoculture, polyculture (rotation culturale, cultures multiples).

Un système de culture est un ensemble de procédés utilisés pour exploiter la terre dans le but de produire des végétaux utiles à l’homme. Il peut être défini comme l'ensemble des modalités techniques mises en œuvre sur des parcelles cultivées de manière identique. Chaque système se définit par :
- la nature des cultures et leur ordre de succession (groupes de système de culture)
- les itinéraires techniques appliqués à ces différentes cultures, ce qui inclut le choix des variétés[1].

Un itinéraire technique se définit comme une « combinaison logique et ordonnée de techniques qui permettent de contrôler le milieu et d'en tirer une production donnée. »

## L'origine
Le concept de système de culture est né avec l’agronomie. Dans le monde savant de la fin du XVIIIe siècle, en Europe, l’agronomie, en tant que discipline scientifique émerge avec l’élaboration de théories sur le fonctionnement du champ cultivé et leur vérification expérimentale. Des débats s’engagent sur les processus de la production végétale, à travers des ouvrages collectifs (encyclopédies, dictionnaires) et des périodiques qui font leur apparition. Les travaux de Duhamel du Monceau (fin XVIIIe siècle), à la suite de ceux de Tull, sont à l'origine de ces échanges.
De leur compréhension des processus, les agronomes déduisent des modalités de culture qu’ils comparent les unes aux autres. S’adressant à des agriculteurs éclairés, ils appliquent leurs connaissances à la gestion de l’« entreprise agricole », dans un courant de pensée, général à l’époque, de gestion productive de la nature.
Dès le début de son emploi, le concept de système de culture fait le lien entre la mise en œuvre rationnelle des connaissances sur le fonctionnement du champ cultivé et la gestion technique de l’entreprise agricole. Il traduit selon de Gasparin (1849) « le choix que fait l’homme des procédés d’exploitation de la nature ».
La définition actuelle résulte des réflexions d'un groupe de travail formé à l'INRA en 1974 autour de Michel Sebillotte. Cette définition du système de culture permet de faire le diagnostic des performances productives et environnementales des systèmes de culture, d'analyser leurs déterminants et d'envisager leur modification.
Néanmoins, le concept de système de culture ne prend pas en compte les grandes transformations ponctuelles du milieu (défrichage, drainage, création de terrasses...) ni l'organisation du paysage (forme du parcellaire, disposition des cultures...) qui sont pourtant en interaction avec le système de culture.

## Aujourd'hui
Depuis le développement de procédés industriels pour fabriquer des engrais (azotés notamment au début du XXe siècle), plus tard l’apparition des produits phytosanitaires minéraux puis de synthèse, avec la motorisation, dans la deuxième moitié de ce siècle, les systèmes de culture, dans les pays industrialisés, deviennent de plus en plus dépendant des énergies fossiles non renouvelables et de plus en plus polluant. La crise environnementale qui en découle va réorienter l’agronomie vers la recherche d’autres procédés « d’exploitation de la nature », mettant à profit les services des écosystèmes naturels.